# Henry Weekes

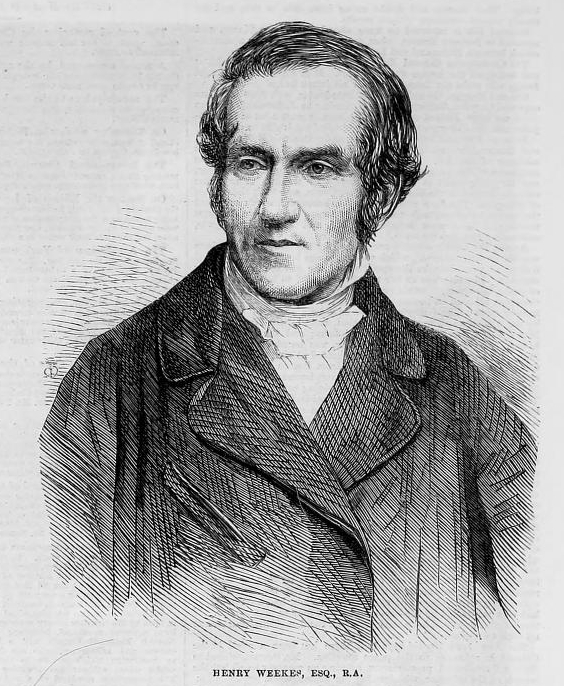
Henry Weekes 1863.

Henry Weekes, född den 14 januari 1807 i Canterbury, död den 28 maj 1877 i London, var en engelsk bildhuggare. 
Weekes var elev till William Behnes och Francis Leggatt Chantrey, vars ryttarstaty av Wellington han fullbordade, och till vars riktning han närmast slöt sig. Han utförde en mängd monumentala porträttstatyer i England: Karl II (i parlamentshuset), lord Bacon (Trinity College), Joseph Goodall (i Eton), John Hunter et cetera, för Calcutta lord Auckland, statyer av Thomas Cranmer med flera till de protestantiska martyrernas minnesmärke i Oxford, vidare en marmorbyst av drottning Viktoria (det ungdomsarbete, med vilket han grundlade sitt rykte) et cetera. Slutligen skapade Weekes minnesmärket för Percy Bysshe Shelley och Mary Shelley i Christchurch och åtskilliga idealfigurer och -grupper: Kleopatra, Sardanapal, Moderskyssen med flera. År 1868 blev han professor vid Londons konstakademi.